# Juan II de Castilla
Juan II de Castilla (Toro, 6 de marzo de 1405-Valladolid, 21 de julio de 1454) fue rey de Castilla durante cuarenta y ocho años, casi la primera mitad del siglo XV, entre 1406 y 1454. Fue hijo del rey Enrique III «el Doliente» (1379-1406) y de la reina Catalina de Lancaster (1373-1418), y padre de los reyes Enrique IV de Castilla (de su primera esposa, María de Aragón), e Isabel la Católica y Alfonso el Inocente (de la segunda, Isabel de Portugal). No debe confundirse con su contemporáneo, el rey Juan II de Aragón (1398-1479).

## Biografía

### Minoría de edad (1406-1419)
Nació en Toro, en el palacio del Real Monasterio de San Ildefonso. Tenía solo un año de edad cuando murió su padre, Enrique III el Doliente, en 1406, de manera que hubo que habilitar una regencia, compuesta por su madre, Catalina de Lancaster, y su tío paterno, Fernando de Antequera, futuro Fernando I de Aragón, de acuerdo con el testamento de su hermano Enrique III, quien estableció que deberían «regir ambos a dos, ayuntadamente». Sin embargo, la educación y la custodia del rey niño, según los deseos de Enrique III, corrieron a cargo del camarero mayor y merino mayor de Castilla Juan (Fernández) de Velasco, del justicia mayor Diego López de Estúñiga o Zúñiga y del ilustre y erudito converso Pablo de Santa María, obispo de Cartagena.
El caso es que el rey estuvo durante su infancia muy vinculado a su madre y prácticamente durante seis años permaneció encerrado, en estrechísima custodia, por miedo a que lo secuestraran; primero en el Alcázar de Segovia, solo con damas de su madre (entre ellas, su muy amada "valida", Leonor López de Córdoba, que dejó escrita su autobiografía) y clérigos de alta alcurnia, y luego en las casas del monasterio de San Pablo en Valladolid, de modo que, según su ayo, el cronista Pablo de Santa María, cuando salió de ese segundo claustro materno «fue otro segundo nascimiento». En esta infancia se fueron fraguando las bases de su personalidad, indecisa y dependiente, como la de su madre, estrechamente vinculada a Leonor, así como su apasionada amistad con el entonces paje Álvaro de Luna, que fue presentado al rey cuando este tenía cuatro años y el paje dieciocho, y que sustituyó, a su modo de ver, al padre que no había conocido. Durante esta minoría de edad se reanudó la guerra contra el reino nazarí de Granada (de 1410 a 1411), en la que se distinguió al cabo el regente Fernando, al tomar Pruna y Zahara de la Sierra; y si bien fracasó en la toma de Setenil en 1407, sí conquistó Antequera (1410), de lo cual le vino el apodo. El motivo oficial de la guerra había sido, durante las últimas semanas de vida de Enrique III, la ruptura de la tregua en la Batalla de los Collejares (1406), cerca de Baeza. Hubo entonces acercamientos a Inglaterra en 1410 y a Portugal en 1411, resueltos satisfactoriamente.
Pero en 1410 había fallecido sin herederos directos el rey de la Corona de Aragón Martín el Humano. Reunidas las Cortes de Aragón en Alcañiz con los representantes de los reinos de Aragón y Valencia y del principado de Cataluña para dirimir el dilema de la cuestión sucesoria, en la que aspiraban a la Corona no menos de seis candidatos, difirieron la solución y nombraron delegados para resolver el problema definitivamente en el Compromiso de Caspe (1412), a resultas del cual fue nombrado rey de Aragón y Valencia y príncipe de Cataluña su tío, el regente Fernando de Antequera, el cual abandonó Castilla y las amplias expectativas que había abierto en la guerra contra el reino de Granada su victoria en Antequera. Pasó a ser así el primer rey Trastámara de la Corona de Aragón bajo el nombre de Fernando I, y dejó su parte de la regencia de Castilla en manos de cuatro lugartenientes, dos religiosos y dos nobles: el obispo Juan de Sigüenza; Pablo de Santa María, obispo de Cartagena; Enrique Manuel de Villena (conde de Montealegre de Campos), y Per Afán de Ribera el Viejo (adelantado mayor de Andalucía).
En 1411 el gran predicador antisemita Vicente Ferrer empezó un periplo apostólico en el reino de Castilla; el 30 de junio alcanzó Toledo y predicó allí 32 sermones hasta que llegó a la corte de Ayllón, donde recomendó a Catalina y a su hijo Juan II aislar a judíos y musulmanes para evitar apostasías. No en vano poco después, entre 1412 y 1413, tuvo lugar la famosa disputa de Tortosa entre teólogos cristianos y judaicos, auspiciada por el antipapa Benedicto XIII. El resultado fue una sonada conversión al cristianismo de muchos de los segundos que, si no resultó muy masiva (unos 3000, según Manuel Jesús Acosta Elías), sí fue selectiva, porque afectó a muchos de los intelectuales judíos más acendrados, como Jerónimo de Santa Fe, Pablo de Santa María, Álvar García de Santa María o Alonso de Cartagena. A esta realidad responde el famoso Memorial (1416) del converso y exrabino Juan el Viejo de Toledo. Y la preeminencia de los judeoconversos en Castilla, pocos años después de las conversiones, muchas de ellas forzadas, a que dio lugar el pogromo de 1391 (una de ellas, la misma de Juan el Viejo), y la cada vez más acentuada reacción antisemita de los castellanos viejos, que demandarán e irán consiguiendo una discriminación positiva mediante los cada vez más generalizados estatutos de limpieza, será notable a lo largo del reinado de Juan II.
Fernando I de Aragón reinó muy poco tiempo: falleció en 1416. Y Catalina de Lancaster murió también dos años después, el 1 de junio de 1418; su desaparición fue aprovechada por los siete infantes de Aragón, hijos del fallecido Fernando I, que este había dejado muy medrados, favorecidos y poderosos en Castilla, así como con numerosas propiedades en ella. Para consolidar su poder intentaron, a través del arzobispo de Toledo Sancho de Rojas, que se concertara el matrimonio de su hermana la infanta María de Aragón con el joven rey Juan II, ceremonia que se celebró en Medina del Campo el 20 de octubre de 1418, meses antes de que el 7 de marzo de 1419 fuera proclamada la mayoría de edad del rey por las Cortes de Castilla, reunidas en Madrid. El enlace entre el rey de Castilla y una infanta de Aragón, unido al fallecimiento de la regente reina madre Catalina de Lancaster, afianzó desde luego el poderío de los hijos de Fernando I de Aragón, los siete Infantes de Aragón, en Castilla, entre ellos dos futuros reyes y dos maestres de órdenes militares. Como es lógico, Juan II se veía asfixiado, arrinconado, manipulado y desoído por el predominio de ese clan que prácticamente había dictado su matrimonio; y desde este punto de vista era natural que se apoyase en un castellano de fiar y a quien conocía bien, Álvaro de Luna, para fraguar un partido opuesto y nacional que contrapesara y equilibrara la balanza del poder.
De este primer matrimonio de Juan II nacieron los infantes Catalina (Illescas, 5 de octubre de 1422, fallecida el 10 de septiembre de 1424 en Madrigal); Leonor, el 10 de septiembre de 1423, fallecida niña; Enrique, futuro Rey, en Valladolid el 6 de enero de 1425, y María, también fallecida sin alcanzar el año de edad. En esta época fue suscrito un Concordato con la Santa Sede, siendo papa Martín V, concordato que está considerado el primero suscrito en la Historia del reino de Castilla.

### Reinado efectivo (1419-1454)

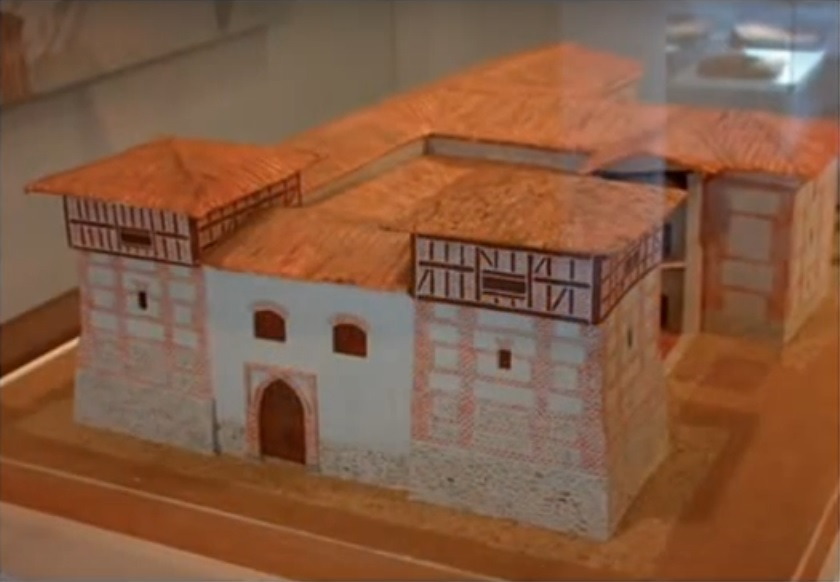
Maqueta del palacio de Juan II en Arévalo, residencia de su segunda esposa y sus tres hijos

No tardaron en crearse desavenencias entre hermanos, en este caso los infantes de Aragón. El 14 de julio de 1420, el infante de Aragón, Enrique, maestre de Santiago, perpetró el llamado golpe de Tordesillas, por el que se apoderó de la persona del joven rey. Su objetivo primero era hacerse con el poder destituyendo de sus cargos a los nobles de la facción de su hermano Juan, infante de Aragón (futuro Juan II de Aragón) y arrancarle a Juan II la venia que autorizara el matrimonio entre él y la hermana del monarca castellano, la infanta Catalina de Castilla. Con ese propósito había hecho celebrar en Ávila, un domingo del mes de agosto de 1420, una boda entre su hermana María y el rey. Después reunió a las Cortes de Castilla y consiguió que convalidaran el golpe de Tordesillas. Sobre este hecho histórico escribió el conde de Haro Pedro Fernández de Velasco (1399-1470) su única obra, la Crónica del Seguro de Tordesillas, dónde también narra sus esfuerzos diplomáticos para congraciar al rey con la levantisca nobleza que se hallaba dividida entre los infantes de Aragón y Juan II. Es muy posible que tal golpe de audacia inspirara, como valioso precedente, los secuestros de Moctezuma y Atahualpa por Hernán Cortés y Francisco Pizarro, respectivamente, que se dieron apenas cien años después.
Pero los planes de Enrique se vinieron abajo cuando, el 29 de noviembre, el rey Juan II, ayudado por Álvaro de Luna, logró escapar de su cautiverio en Talavera de la Reina y refugiarse en el Castillo de Montalbán. Enrique dirigió sus huestes hacia allí, pero el 10 de diciembre levantó el cerco al no poder tomar al asalto el castillo y ante la amenaza de la llegada de las fuerzas comandadas por su hermano Juan, quien desde Olmedo había cruzado la sierra de Guadarrama y establecido su campamento en Móstoles. Enrique se dirigió a Ocaña, una de las fortalezas de la Orden de Santiago, orden militar de la que era maestre, mientras su hermano Juan se reunía con el rey y se ponía a su servicio contra cualquier tentativa de volver a limitar su libertad, «las faciendas e los cuerpos a todo peligro». Por su parte, el rey agradeció la ayuda prestada en su fuga por Álvaro de Luna concediéndole el condado de Santisteban de Gormaz. Según Gregorio Marañón, la confianza que el rey pudo haber tenido con su privado Álvaro, que dormía él solo con él en su aposento (algo bastante habitual en las costumbres regias de entonces, como medida de protección: el Cid dormía con sus capitanes alrededor) se debía a una relación carnal; entonces, tal fascinación de uno por el otro se achacaba a brujería, para no tener que invocar cosas más indeseables.
A pesar de que le había dado garantías personales, el 14 de junio de 1423 Juan II perjuró y ordenó la detención de Enrique y este fue conducido al castillo de Mora (Toledo). Su esposa y el resto de sus seguidores, avisados de lo que había ocurrido, pudieron escapar a Aragón. Todos ellos fueron desposeídos de sus bienes y títulos. Y los de Enrique pasaron a su hermano, el infante Juan, salvo el maestrazgo de la Orden de Santiago, que fue otorgado por el rey de forma provisional a Gonzalo de Mejía. El alto título de condestable de Castilla —que detentaba uno de los huidos a Aragón— se lo concedió el rey a Álvaro de Luna, quien así afianzaba su posición dominante de valido o privado en la corte real, en esas épocas móvil y no asentada ni fijada mucho tiempo en lugar alguno. En ese año hubo justas en Ávila para honrar a los embajadores de Portugal; uno de ellos, Fernando de Castro, que quiso participar, quedó derribado e inconsciente por un golpe de lanza mal parado por su escudo, y permaneció en cama tres días. Más importantes justas hubo al año siguiente (1424) en Burgos, porque era la primera vez que el rey entraba en la ciudad y se lo festejaron mucho

...El obispo don Pablo é Juan Carrillo de Hormaza. E hubo de la Corte veinte yelmos á la tela de caballeros que justaron muy bien; é la Cibdad puso dos piezas de seda, una de velludo carmesí para el que mejor lo hiciese de los mantenedores, é otra de velludo azul para el aventurero que mejor lo hiciese; é ganó por mantenedor la pieza de carmesí Pedro de Cartagena, é Ruy Díaz de Mendoza, mayordomo mayor, la azul, porque lo hizo mejor que ninguno de los aventureros. Y estando el Rey mucho alegre con estas fiestas, é mudándose algunas veces del castillo á la casa de Pedro de Estúñiga é á la posada del Obispo, é otras veces á Miraflores, llegáronle nuevas de cómo la infanta doña Catalina su hija había fallescido en Madrigal el domingo, á diez de setiembre del dicho año, de lo qual el Rey hubo muy gran sentimiento; é mandó hacer sus obsequias muy solemnemente en el Monesterio de las Huelgas de Burgos, donde él fue é toda su Corte; y embió que asimesmo se hiciese en Madrigal, donde finara, é mandó para ello ir allá á su Tesorero para pagar todo lo que menester fuese...

La detención de su hermano Enrique por otro de sus hermanos, Juan, provocó la intervención del rey de la Corona de Aragón Alfonso el Magnánimo, para poner paz como hermano mayor de ambos infantes de Aragón: las rencillas familiares se identificaban con las políticas. Este buscó aliados para la causa del recluso infante Enrique entre la alta nobleza castellana y reclutó un ejército en Aragón que desplegó en la frontera con Castilla. Pero también recurrió a la vía diplomática y se puso en contacto con el infante Juan, quien consiguió la autorización del rey Juan II para salir de Castilla y negociar un acuerdo con el rey aragonés. Las conversaciones culminaron con la firma del Tratado de Torre de Arciel el 3 de septiembre de 1425, que satisfizo todas las reclamaciones del rey Alfonso el Magnánimo, ya que no solo se acordó la puesta en libertad del infante Enrique, sino que este recobró su cargo como maestre de la Orden de Santiago, además de los bienes patrimoniales y rentas que le fueron confiscados tras su detención.
Tras la firma del tratado de Torre de Arciel, una parte de la alta nobleza castellana se unió en torno a los infantes de Aragón para hacer frente al ambicioso y codicioso privado Álvaro de Luna y a su política de reforzamiento de la autoridad real castellano-leonesa. Reunidos en Valladolid, le exigieron al rey que desterrara de la corte a Álvaro de Luna. Esta presión hizo efecto en el veleidoso Rey y el 5 de septiembre de 1427 Juan II ordenaba el destierro de Álvaro y de sus familiares y partidarios durante año y medio. En ese mismo año, el rey nombró duque de Arjona al poderosísimo Fadrique Enríquez de Castilla, tío del mismo monarca, que se había puesto a favor de los infantes de Aragón y contra el Condestable. Sin embargo, el destierro de Álvaro se abrevió a solo cinco meses y el 6 de febrero de 1428 ya estaba de vuelta en la Corte ―fue recibido clamorosamente en Segovia― favorecido por las divisiones que habían surgido en la facción que encabezaban los infantes de Aragón, lo que les había impedido llevar la gobernación del reino castellano-leonés y, por tanto, mantener alejado al privado, que deseaba resarcirse. Pocos meses después, el 21 de junio, Juan II, o más bien Álvaro de Luna a través de él, ordenaba a los infantes de Aragón Enrique y Juan, rey este consorte de Navarra, que abandonaran la Corte. Es más, se mostró reacio a concertar el pacto de alianza y paz perpetua entre las coronas de Castilla, de Aragón y de Navarra firmado en Tordesillas el 12 de abril. Y cuando el altanero duque de Arjona se presentó, llamado ante el rey por oscuras sospechas de traición, con ochocientos jinetes y ocho mil infantes, el Rey le dijo: «Duque, a mi plaze que vos seades detenido» y fue conducido preso al muy seguro castillo de Peñafiel acusado de traición, pese a ser «el mayor ombre que avía en el reyno». Allí murió al cabo en 1430, según la Crónica del Halconero. El pueblo lo tomó como una acción justiciera a su favor contra el despotismo señorial, de lo que da fe un romance:

De vos, el duque de Arjona, / grandes querellas me dan: / que forzades las mujeres / casadas y por casar, / que les bebíais el vino / y les comíais el pan, / que les tomáis la cebada / sin se la querer pagar. / -Quien os lo dijo, buen rey, / no vos dijo la verdad.

A continuación, convocó a las Cortes de Castilla en Illescas para que aprobaran un tributo de cuarenta millones de maravedís con los que reclutar una hueste o ejército que hiciera frente a los siete infantes de Aragón. Los reyes de Navarra y de Aragón interpretaron estas decisiones correctamente como el paso previo para revocar lo acordado en el Tratado de Torre de Arciel, y en junio comenzaba la guerra castellano-aragonesa de 1429-1430.

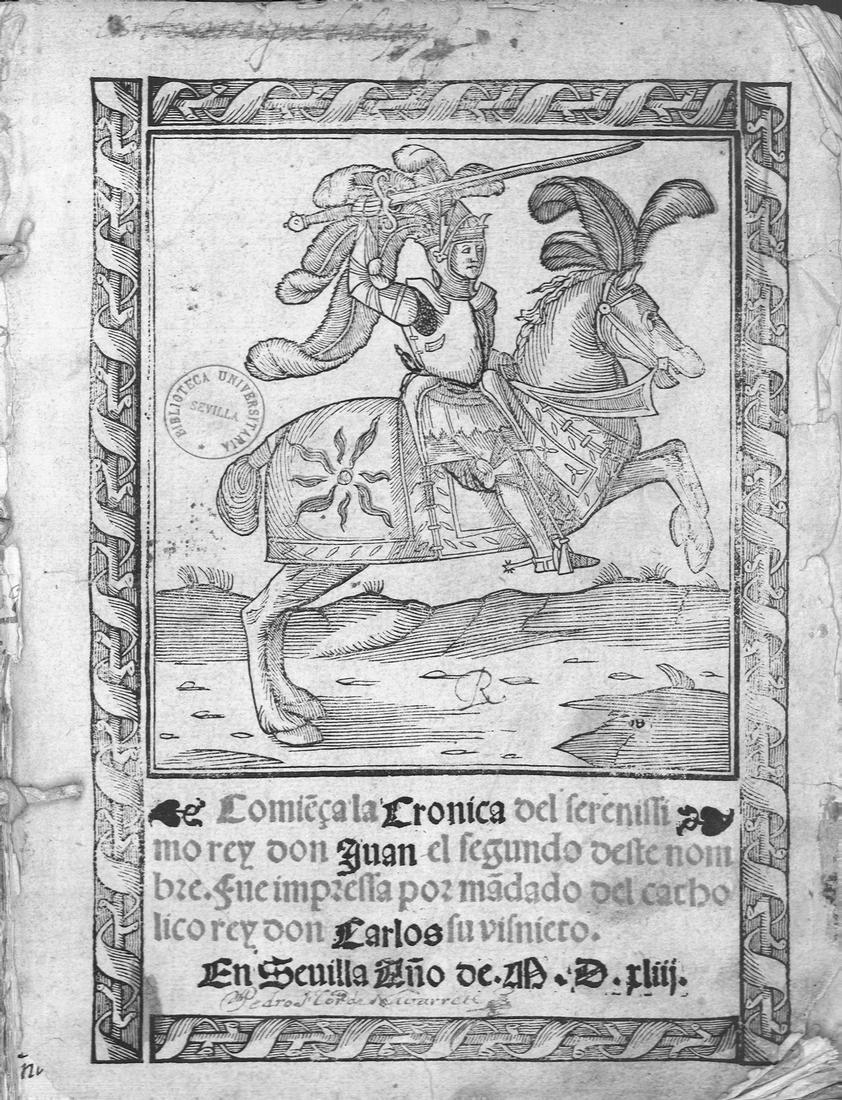
Portada de la edición de la Crónica de Juan II (Sevilla, 1543).

En el trascurso de la guerra Juan II y su valido Álvaro de Luna contaron esta vez con el apoyo de toda la nobleza castellana, incluida la que había formado parte de la facción encabezada por los infantes de Aragón, lo que resultó decisivo en el desenlace de la guerra. Las unidas huestes castellanas lograron apoderarse de todas las posesiones que tenían los infantes de Aragón en Castilla, que fueron repartidas entre la alta nobleza castellana, empezando por el propio Álvaro de Luna, que obtuvo el cargo de administrador perpetuo de la Orden de Santiago, lo que le convirtió de hecho en el hombre más poderoso de Castilla. La Corona únicamente se quedó con el señorío de Medina del Campo, la localidad donde se había hecho efectivo el reparto el 17 de febrero de 1430 y que contaba con una famosa feria de ganado que en 1491 alcanzaría carácter nacional y en el siglo XVI incluso internacional.
El acuerdo que puso fin a las hostilidades, denominado treguas de Majano, fue firmado en julio de 1430 y supuso una derrota completa y absoluta para los reyes de Aragón y de Navarra, pues no les serían devueltas sus posesiones a los infantes de Aragón ni percibirían una renta equivalente en metálico por ellas, sino que sólo se llegó al compromiso de que al finalizar la tregua, que duraría cinco años ―período de tiempo durante el cual los infantes de Aragón no podrían entrar en Castilla―, unos jueces resolverían las reclamaciones de los infantes. Estos términos tan duros fueron aceptados por los reyes de Aragón y de Navarra debido a su inferioridad militar, lo contrario de lo que había ocurrido cuando se negoció el Tratado de Torre de Arciel. La paz definitiva se alcanzó seis años después, con la firma de la Concordia de Toledo el 22 de septiembre de 1436 por los representantes de la Corona de Castilla, de la Corona de Aragón y del reino de Navarra. Como garantía del «contrato de paz y concordia» de Toledo se acordó el matrimonio del príncipe de Asturias Enrique con la hija mayor del rey de Navarra doña Blanca. Por fin Castilla se había enajenado clara y definitivamente de los intrigantes infantes de Aragón.
Pero el monarca castellano se encontraba distraído por otros intereses. Con frecuencia los poetas le incitaban a seguir la guerra contra el Reino de Granada, que no se sentía fuerte para acometer, y su amor por la cultura le llenaba el tiempo disfrutando con los encargos que patrocinaba como mecenas de artistas y sabios, como su antepasado Alfonso X el Sabio. Al obispo de Cuenca fray Lope de Barrientos le encargó escribir el Libro de Casso et fortuna y los Tractados del dormir et despertar et del soñar (traducción de los Parva naturalia de Aristóteles) y de las Especies de adevinanzas. El humanista Juan de Lucena, consejero y embajador de Juan II, le dedicó su Vida beata. La elocuencia sagrada en latín y castellano ganó muchos puntos con la obra de Alonso de Oropesa, Juan de Torquemada, Alonso de Espina, Pedro Martín y Vicente Ferrer, quien también predicó en Castilla y en castellano. El obispo Alonso de Cartagena escribió una Proposición sobre la preheminencia del rey de Castilla sobre el rey de Inglaterra. Converso fue el escritor religioso Juan el Viejo de Toledo. Florecieron en su reinado escritores tan importantes como Enrique de Villena, Alfonso Martínez de Toledo (arcipreste de Talavera y capellán de Juan II), el obispo converso Pablo de Santa María, el narrador Juan Rodríguez del Padrón y Alvar García de Santa María, además de los poetas de la Lírica cancioneril, entre ellos el propio Álvaro de Luna (quien escribió en prosa un Libro de las claras e virtuosas mujeres) y de la Escuela alegórico-dantesca, entre estos últimos el poeta áulico y secretario de cartas latinas de Juan II Juan de Mena, el erudito Íñigo López de Mendoza y su secretario y bibliotecario Diego de Burgos, junto con otros muchos que aparecen acogidos en el Cancionero de Baena y en el Cancionero General. Entre los historiadores cabe mencionar a Fernán Pérez de Guzmán y Diego de Valera y los de hechos particulares: Gutierre Díez de Games, el viajero Pero Tafur (familiar o cortesano de Juan II), Pero Fernández de Velasco, Pero Rodríguez de Lena, etcétera. A la reina doña María dedicó el fecundísimo obispo de Ávila Alonso de Madrigal, "el Tostado", su Libro de las Paradoxas.
En la nueva guerra civil castellana de 1437-1445 el monarca representaba a la facción nobiliaria que encabezada su favorito el condestable de Castilla Álvaro de Luna, gran parte de ella formada por miembros de su linaje, contra el sector de la nobleza castellana que se consideraba agraviada o empobrecida por el valido, de nuevo en torno a un infante de Aragón, el rey consorte de Navarra Juan, quien obligó al rey de Castilla a desterrar de la corte a Álvaro en dos ocasiones, la primera por seis meses (Acuerdo de Castronuño) y la segunda por seis años (Sentencia de Medina del Campo). Es más, Juan II de Castilla fue objeto de un nuevo secuestro, esta vez instigado por Juan y conocido como el golpe de Rámaga. La facción, tras criticar duramente el gobierno de Álvaro de Luna a quien se llegó a acusar de homosexual, «lo que fue siempre más denostado en España que por alguna que hombre sepa», afirmó que había sido embrujado por el Condestable: «el dicho condestable tiene ligadas e atadas todas vuestras potencias corporales e animales por mágicas e diabólicas encantaciones». Finalmente, la facción que él había apoyado y con la que había combatido ganó la guerra tras derrotar a la facción de los infantes de Aragón en la decisiva batalla de Olmedo del 19 de mayo de 1445. La cobarde actuación de la nobleza de Castilla durante la refriega (solo hubo 22 muertos) aparece criticada en las Coplas de la panadera, atribuidas a Lope de Estúñiga y a otros muchos autores; solo aparecen alabados Juan II de Castilla, su valido Álvaro de Luna y algunos nobles castellanos, como el reciente I marqués de Santillana Íñigo López de Mendoza, contra Juan II de Navarra (futuro Juan II de Aragón), el infante Enrique y los nobles castellanos enemistados con Álvaro que apoyaron a Aragón y Navarra. 

Amarillo como cera / estaba el conde de Haro, / buscando algún reparo / por no pasar la ribera; / desque vido la manera / como el señor rey pasaba, / tan grandes pedos tiraba / que se oían en Talavera, / di, Panadera [...] // Obra muy clara e placera / se mostró ser, y notable, / la que fizo el Condestable / con los que se combatiera. / Mas quebraran la barrera / muy aína, sin dubdanza, / si la su buena ordenanza / algún poco se durmiera, / di, Panadera. // Con habla casi extranjera, / armado como francés, / el noble nuevo marqués / su valiente voto diera, / e tan recio acometiera / con los contrarios sin ruego, / que vivas llamas de fuego / pareció que les pusiera, / di, Panadera...

Sin embargo, como ha señalado el historiador Jaume Vicens Vives, la victoria en la guerra civil no sirvió para reforzar la monarquía castellana, por más que la «autoridad real recuperara gran parte de sus preeminencias en el país», sino que «sólo sirvió para una nueva distribución de prebendas y patrimonios», de la que los principales beneficiarios fueron el condestable Álvaro y el príncipe de Asturias Enrique, futuro Enrique IV de Castilla.
En 1445 falleció María de Aragón, y Juan II, en segundas nupcias, se casó con Isabel de Portugal. El matrimonio se celebró en Madrigal de las Altas Torres el 17 de agosto de 1447 y resultaría trascendental para Castilla por muchos conceptos.

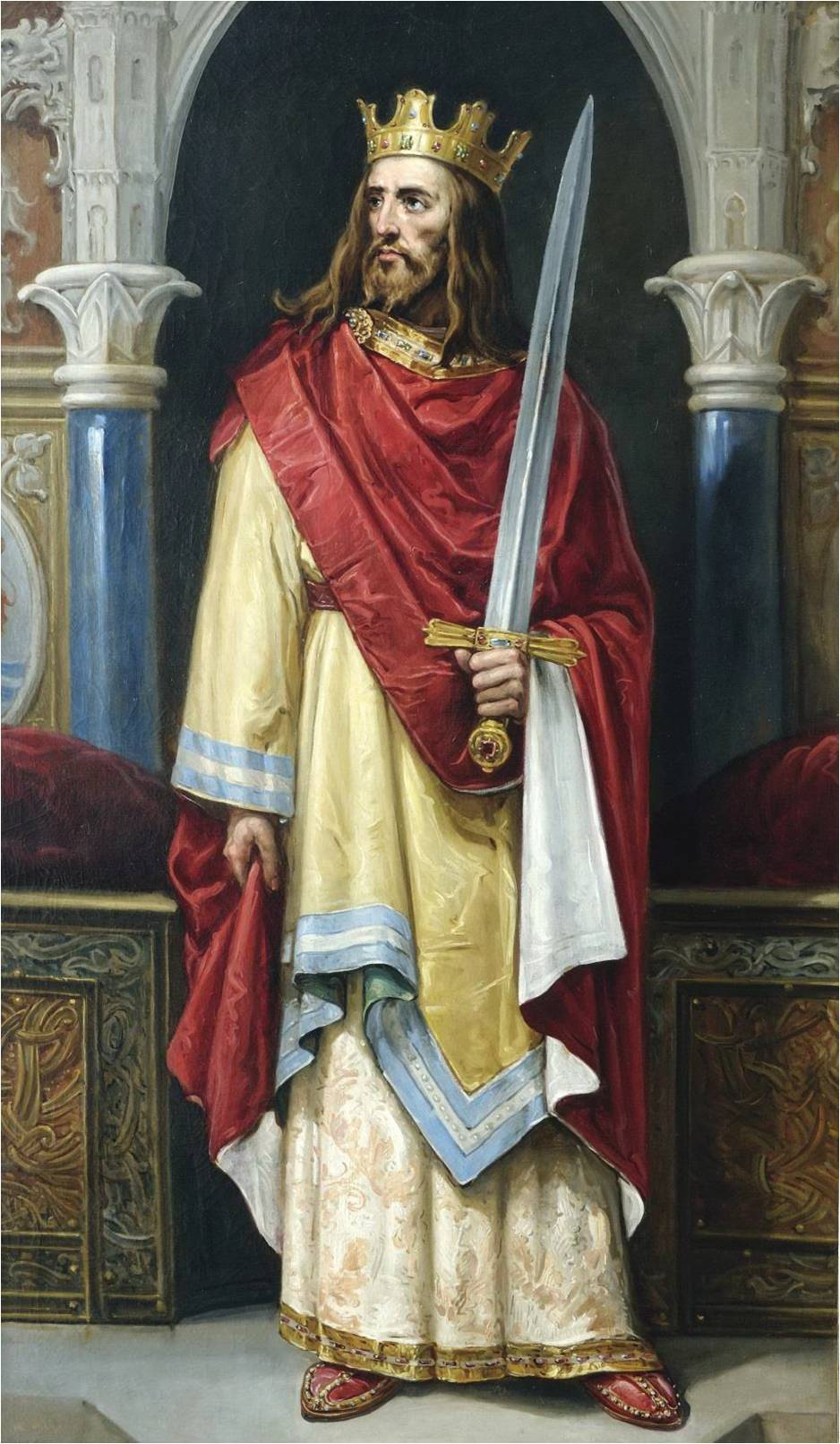
Retrato imaginario de Juan II de Castilla, por Juan María Rodríguez de Losada (1892-1894); Ayuntamiento de León.

Fue el primero que la reina infundió en Juan II un desapego creciente al condestable Álvaro de Luna, cuya dependencia consiguió sustituir por la suya. Desde entonces el privado tuvo que lidiar con sucesivas conspiraciones de la reina en su contra; esta se ayudó primero del contador mayor del reino, Alonso Pérez de Vivero, del que logró que traicionara al valido, y, sobre todo, de Álvaro de Zúñiga y Guzmán, II Conde de Plasencia, el peor enemigo del condestable; pero Álvaro logró desbaratar la conspiración de Vivero y mandó asesinarlo brutalmente antes de que este lo asesinara a él: su hijo Juan de Luna le aplastó los sesos con un mazo y lo arrojó por una ventana para disimular el crimen, según describe la Crónica de Lorenzo Galíndez de Carvajal. Al fin la reina consiguió que su marido firmase una cédula para prender al condestable, y en dos meses fue arrestado, juzgado y decapitado en la Plaza Mayor de Valladolid el 3 de junio de 1453. Muerto el condestable, fue sustituido en el gobierno por el obispo Lope de Barrientos.
Durante un corto tiempo había sustituido en la privanza a Álvaro el repostero mayor del rey (esto es, custodio o guardián de sus bienes privados), Pero o Pedro Sarmiento, porque el rey se había visto obligado a desterrar dos veces a Álvaro durante la guerra con Aragón, y cuando volvió el condestable a su valimiento, fue desplazado en compensación Sarmiento al cargo de alcalde mayor de Toledo. No satisfecho el intrigante Pedro, aprovechó que numerosos judeoconversos estaban infiltrándose en los cargos municipales, incluso en la curia de la catedral de Toledo, para organizar que los envidiosos cristianos viejos se manifestaran en la Revuelta anticonversa de Toledo de 1449. La excusa oficial fue que Álvaro hubiera pedido en enero de ese año la recaudación de un nuevo impuesto (un millón de maravedíes para la guerra con Aragón) que la ciudad no entendía ajustado a derecho y cuyo cobro estaba a cargo de Alonso Cota o de Cota, un recaudador converso y padre del poeta Rodrigo Cota o de Cota. El conflicto surgió en enero de 1449 y como Cota huyó, la multitud desesperada saqueó e incendió el barrio de la Magdalena, habitado por judíos y conversos, con el terrible resultado de un número indeterminado de muertos y cuatro mil personas sin hogar; muchos tuvieron que abandonar la ciudad, recordando el pogromo toledano de 1355, obra de Enrique II, en que murieron 1200 personas. Un familiar del mismo Alonso de Cota, Álvaro de Cota, pereció en el incendio. Espantado, uno de los cobradores del impuesto, Juan de la Çibdad, reunió y armó a los conversos contra los atacantes; sin embargo, terminó cercado en su casa sin poder salir. Se unieron a Pero Sarmiento los canónigos Juan Alfonso y Pedro López Gálvez, así como el principal ideólogo, Marcos García de Mora (según Gallardo) o de Mazarambroz (según Julio Caro Baroja), de mote "Marquillos de Mazarambroz", redactor de un Memorial justificativo de la doctrina, motivos y metas de la rebelión, que sumaba al antisemitismo componentes fiscales y políticos, documento trascendental por lo que luego supuso, difundidísimo y muy alterado también, por otro título Sentencia-Estatuto de Pero Sarmiento. Incluso llegaron a procesar y a condenar como su enemigo al arcediano de la catedral Fernando de Cerezuela y, mediante la denominada Primera Sentencia - Estatuto de Limpieza de Sangre, se expulsó a los conversos de toda clase de cargos representativos en el municipio e incluso de la ciudad, poniendo así la primera piedra como precedente de la peligrosa y discriminatoria costumbre de los estatutos de limpieza de sangre, que tantos males granjeó a la nación, cuando los copió plenamente un siglo después el cardenal Silíceo. El caso era, sin embargo, que el documento permitía expoliar e incautar los bienes de los conversos, algo que hizo con particular beneficio el tal Pedro Sarmiento, quien, para ganarse alguna protección, escribió al príncipe Enrique para involucrarlo, sin conseguir nada. Rey y Condestable, que estaban enfrascados en una contienda fronteriza cerca de Cuenca, atacada por el rey de Navarra, pusieron cerco a la fortificada Toledo, pero lo levantaron el 24 de mayo al no obtener nada en limpio de la negociación. Un letrado toledano de origen judeoconverso, Fernán Díaz de Toledo, escribió al obispo de Cuenca Lope de Barrientos contando los hechos y pidiéndole que mediara para pacificar el asunto. Al fin, cercados por el ajeno recelo que causaron sus crímenes, se acogieron a sagrado los canónigos y el bachiller Marcos entre otros; el futuro Enrique IV incitó al pueblo a sacarlos de allí y Marcos y el licenciado Hernando o Fernando de Ávila fueron arrastrados y asesinados muy cruelmente. Pedro Sarmiento consiguió escapar con sus riquezas, y se recluyó en su señorío de Miranda de Ebro; que el conflicto no se cerró lo demuestra la segunda revuelta anticonversa de Toledo, en 1467, extendida a otras ciudades de La Mancha.
Juan II de Castilla falleció un año después de la ejecución de Álvaro, el 21 de julio de 1454, en la ciudad de Valladolid, diciendo en el momento de su muerte: «Naciera yo hijo de un labrador e fuera fraile del Abrojo, que no rey de Castilla». Fue sucedido en el trono por su hijo Enrique IV de Castilla.

## Sepultura

Sepulcro de Juan II e Isabel de Portugal, realizado por Gil de Siloé en la Cartuja de Miraflores de Burgos.

Fue sepultado en la iglesia de San Pablo (Valladolid) hasta que sus restos fueron trasladados de este lugar a la Cartuja de Miraflores junto a su segunda esposa, Isabel de Portugal y su hijo, el infante Alfonso de Castilla, por orden de su hija Isabel la Católica. El sepulcro de Juan II e Isabel de Portugal, realizado en alabastro, es obra del escultor Gil de Siloé.
En el año 2006, con motivo de la restauración de la Cartuja de Miraflores, la Dirección General de Patrimonio y Bienes Culturales de la Junta de Castilla y León decidió realizar el estudio antropológico de los restos mortales de Juan II de Castilla y de su segunda esposa, quienes estaban enterrados en la cripta bajo el sepulcro real, así como el estudio de los restos depositados en el interior del sepulcro del infante Alfonso de Castilla, cuyo sepulcro está colocado en un lateral de la misma iglesia. El estudio antropológico fue realizado por Luis Caro Dobón y María Edén Fernández Suárez, investigadores del área de Antropología Física de la Universidad de León. El esqueleto del rey Juan II de Castilla estaba casi completo, a diferencia del de su esposa, la reina Isabel de Portugal, del que solamente quedaban varios huesos.

## Biografía y personalidad

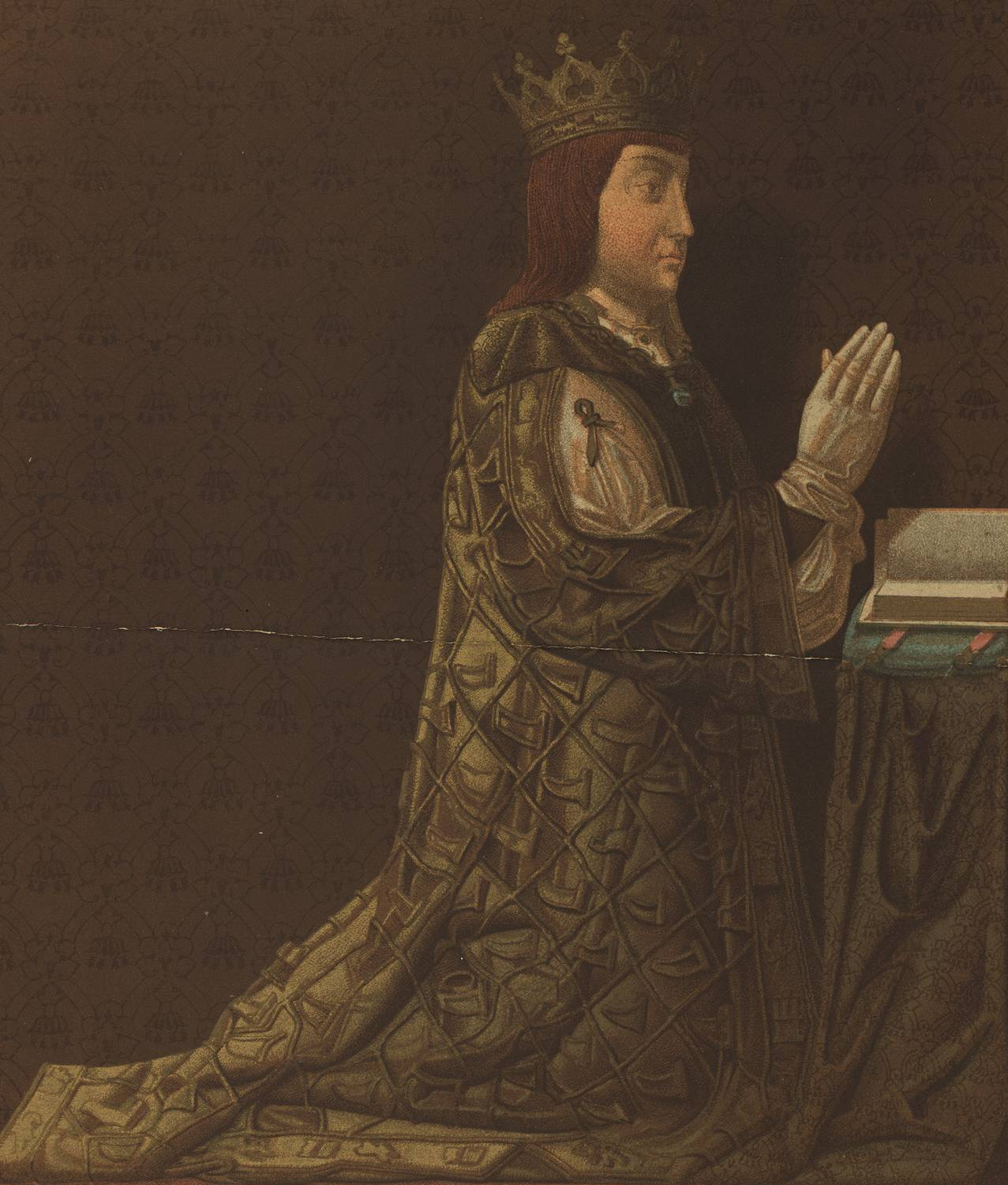
Juan II en una ilustración del libro Indumentaria española (1881) de Francisco Aznar inspirada en la imagen orante del retablo de la Cartuja de Miraflores.

El rey era inteligente y culto, pero no precisamente un hombre de acción; era indeciso, voluble, dependiente. Pero también consciente de sus defectos: en una poesía suya, incluida en el Cancionero de Baena, lo dejó constar: "Cierto es que la firmeza / es raíz de la bondat, / e muy extraña maldat / poderío con flaqueza". Y ese tal poderío con flaqueza bien puede resumir su reinado. Resulta significativo que habitualmente recurriera a un bastón para caminar.

Fué este ilustrísimo Rey de grande y hermoso cuerpo, blanco y colorado mesuradamente, de presencia muy real: tenía los cabellos de color de avellana mucho madura: la nariz un poco alta, los ojos entre verdes y azules, inclinaba un poco la cabeza, tenía piernas y pies y manos muy gentiles. Era hombre muy trayente, muy franco, é muy gracioso, muy devoto, muy esforzado, dábase mucho á leer libros de Filósofos é Poetas: era buen eclesiástico, asaz docto en la lengua latina, mucho honrador de las personas de sciencia: tenía muchas gracias naturales, era gran músico, tañía é cantaba é trovaba, é danzaba muy bien, dábase mucho á la caza, cavalgaba pocas veces en mula, salvo habiendo de caminar: traía siempre un gran bastón en la mano, el qual le parescía muy bien.
Fernán Pérez de Guzmán, Crónica del Señor Rey don Juan

El mismo Fernán Pérez de Guzmán se extiende un poco más sobre su cultura en sus Generaciones y semblanzas: "Sabía fablar e entender latín, leýa muy bien, plazíanle muchos libros e estorias, oýa muy de grado los dizires rimados e conoçía los viçios d’ellos, avía grant plazer en oýr palabras alegres e bien apuntadas, e aun él mesmo las sabía bien dizir..." y valora así su personalidad y actitud para reinar:

De aquesta virtud (el buen entendimiento) fue ansí privado e menguado este rey que, aviendo todas las gracias suso dichas, nunca una ora sola quiso entender nin trabajar en el regimiento, aunque en su tiempo fueron en Castilla tantas revueltas e movimientos e daños e males e peligros, quantas no ovo en tiempo de reyes pasados por espacio de doscientos años, de lo qual a su persona e fama e reino venía asaz peligro.

El gran poeta áulico, Juan de Mena, muy afecto a Juan II y a su condestable, describía el revuelto gobierno de Castilla en la figura de un gran laberinto donde la Fortuna prodigaba el caos contra la benéfica Providencia, cuyo poder pacificador y unificador podía engendrar el futuro mejor del orden. Así lo declaró en ese gran emblema alegórico que es el Laberinto de Fortuna, presentado al monarca por su secretario de cartas latinas el 22 de febrero de 1444:

Fuerça se llama, mas non fortaleza, / la de los miembros o grant valentía; / la grant fortaleza, en el alma se cría / que viste los cuerpos de rica nobleza, / de cuerda osadía, de grant gentileza, / de mucha costançia, de fe e lealdad: / a tales esfuerça su abtoridat / que débiles fizo la naturaleza. / Muy claro prínçipe, rey escogido, / de los que son fuertes por esta manera/ la vuestra corona magnífica quiera / tener con los tales el reino regido; / ca éstos más aman con justo sentido / la recta justiçia que non la ganançia, / e rigen e sirven con mucha costançia / e con fortaleza, en el tiempo devido. / Es fortaleza pues un grant denuedo / que sufre las prósperas e las molestas; / salva las cosas que son deshonestas, / otras ningunas non le fazen miedo; / fuye, desdeña, depártese çedo / de las que diformes por viçio se fazen; / las grandes virtudes inmenso le plazen, / plázele el ánimo firme ser quedo.

## Familia

### Ancestros
| \| \| \| \| \| \| \| \| \| \| \| \| \| \| \| \| \| \| \| \| 16. Alfonso XI de Castilla \| \| \| \| \| \| \| \| \| \| \| \| \| \| \| \| \| \| \| \| \| \| \| \| \| \| \| \| \| \| \| \| \| \| \| \| \| \| \| \| \| \| \| \| \| \| \| \| \| \| \| \| \| \| 8. Enrique II de Castilla \| \| \| \| \| \| \| \| \| \| \| \| \| \| \| \| \| \| \| \| \| \| \| \| \| \| \| \| \| \| \| \| \| \| \| \| \| \| \| \| \| \| \| \| \| \| \| \| \| \| \| \| \| \| 17. Leonor de Guzmán \| \| \| \| \| \| \| \| \| \| \| \| \| \| \| \| \| \| \| \| \| \| \| \| \| \| \| \| \| \| \| \| \| \| \| \| \| \| \| \| \| \| \| \| \| \| \| \| \| \| \| \| \| \| 4. Juan I de Castilla \| \| \| \| \| \| \| \| \| \| \| \| \| \| \| \| \| \| \| \| \| \| \| \| \| \| \| \| \| \| \| \| \| \| \| \| \| \| \| \| \| \| \| \| \| \| \| \| \| \| \| \| \| \| 18. Don Juan Manuel \| \| \| \| \| \| \| \| \| \| \| \| \| \| \| \| \| \| \| \| \| \| \| \| \| \| \| \| \| \| \| \| \| \| \| \| \| \| \| \| \| \| \| \| \| \| \| \| \| \| \| \| \| \| 9. Juana Manuel de Villena \| \| \| \| \| \| \| \| \| \| \| \| \| \| \| \| \| \| \| \| \| \| \| \| \| \| \| \| \| \| \| \| \| \| \| \| \| \| \| \| \| \| \| \| \| \| \| \| \| \| \| \| \| \| 19. Blanca Núñez de Lara \| \| \| \| \| \| \| \| \| \| \| \| \| \| \| \| \| \| \| \| \| \| \| \| \| \| \| \| \| \| \| \| \| \| \| \| \| \| \| \| \| \| \| \| \| \| \| \| \| \| \| \| \| \| 2. Enrique III de Castilla \| \| \| \| \| \| \| \| \| \| \| \| \| \| \| \| \| \| \| \| \| \| \| \| \| \| \| \| \| \| \| \| \| \| \| \| \| \| \| \| \| \| \| \| \| \| \| \| \| \| \| \| \| \| 20. Alfonso IV de Aragón \| \| \| \| \| \| \| \| \| \| \| \| \| \| \| \| \| \| \| \| \| \| \| \| \| \| \| \| \| \| \| \| \| \| \| \| \| \| \| \| \| \| \| \| \| \| \| \| \| \| \| \| \| \| 10. Pedro IV de Aragón \| \| \| \| \| \| \| \| \| \| \| \| \| \| \| \| \| \| \| \| \| \| \| \| \| \| \| \| \| \| \| \| \| \| \| \| \| \| \| \| \| \| \| \| \| \| \| \| \| \| \| \| \| \| 21. Teresa de Entenza \| \| \| \| \| \| \| \| \| \| \| \| \| \| \| \| \| \| \| \| \| \| \| \| \| \| \| \| \| \| \| \| \| \| \| \| \| \| \| \| \| \| \| \| \| \| \| \| \| \| \| \| \| \| 5. Leonor de Aragón \| \| \| \| \| \| \| \| \| \| \| \| \| \| \| \| \| \| \| \| \| \| \| \| \| \| \| \| \| \| \| \| \| \| \| \| \| \| \| \| \| \| \| \| \| \| \| \| \| \| \| \| \| \| 22. Pedro II de Sicilia \| \| \| \| \| \| \| \| \| \| \| \| \| \| \| \| \| \| \| \| \| \| \| \| \| \| \| \| \| \| \| \| \| \| \| \| \| \| \| \| \| \| \| \| \| \| \| \| \| \| \| \| \| \| 11. Leonor de Sicilia \| \| \| \| \| \| \| \| \| \| \| \| \| \| \| \| \| \| \| \| \| \| \| \| \| \| \| \| \| \| \| \| \| \| \| \| \| \| \| \| \| \| \| \| \| \| \| \| \| \| \| \| \| \| 23. Isabel de Carintia \| \| \| \| \| \| \| \| \| \| \| \| \| \| \| \| \| \| \| \| \| \| \| \| \| \| \| \| \| \| \| \| \| \| \| \| \| \| \| \| \| \| \| \| \| \| \| \| \| \| \| \| \| \| 1. Juan II de Castilla \| \| \| \| \| \| \| \| \| \| \| \| \| \| \| \| \| \| \| \| \| \| \| \| \| \| \| \| \| \| \| \| \| \| \| \| \| \| \| \| \| \| \| \| \| \| \| \| \| \| \| \| \| \| 24. Eduardo II de Inglaterra \| \| \| \| \| \| \| \| \| \| \| \| \| \| \| \| \| \| \| \| \| \| \| \| \| \| \| \| \| \| \| \| \| \| \| \| \| \| \| \| \| \| \| \| \| \| \| \| \| \| \| \| \| \| 12. Eduardo III de Inglaterra \| \| \| \| \| \| \| \| \| \| \| \| \| \| \| \| \| \| \| \| \| \| \| \| \| \| \| \| \| \| \| \| \| \| \| \| \| \| \| \| \| \| \| \| \| \| \| \| \| \| \| \| \| \| 25. Isabel de Francia \| \| \| \| \| \| \| \| \| \| \| \| \| \| \| \| \| \| \| \| \| \| \| \| \| \| \| \| \| \| \| \| \| \| \| \| \| \| \| \| \| \| \| \| \| \| \| \| \| \| \| \| \| \| 6. Juan de Gante \| \| \| \| \| \| \| \| \| \| \| \| \| \| \| \| \| \| \| \| \| \| \| \| \| \| \| \| \| \| \| \| \| \| \| \| \| \| \| \| \| \| \| \| \| \| \| \| \| \| \| \| \| \| 26. Guillermo I de Henao \| \| \| \| \| \| \| \| \| \| \| \| \| \| \| \| \| \| \| \| \| \| \| \| \| \| \| \| \| \| \| \| \| \| \| \| \| \| \| \| \| \| \| \| \| \| \| \| \| \| \| \| \| \| 13. Felipa de Henao \| \| \| \| \| \| \| \| \| \| \| \| \| \| \| \| \| \| \| \| \| \| \| \| \| \| \| \| \| \| \| \| \| \| \| \| \| \| \| \| \| \| \| \| \| \| \| \| \| \| \| \| \| \| 27. Juana de Valois \| \| \| \| \| \| \| \| \| \| \| \| \| \| \| \| \| \| \| \| \| \| \| \| \| \| \| \| \| \| \| \| \| \| \| \| \| \| \| \| \| \| \| \| \| \| \| \| \| \| \| \| \| \| 3. Catalina de Lancáster \| \| \| \| \| \| \| \| \| \| \| \| \| \| \| \| \| \| \| \| \| \| \| \| \| \| \| \| \| \| \| \| \| \| \| \| \| \| \| \| \| \| \| \| \| \| \| \| \| \| \| \| \| \| 28. Alfonso XI de Castilla (=16) \| \| \| \| \| \| \| \| \| \| \| \| \| \| \| \| \| \| \| \| \| \| \| \| \| \| \| \| \| \| \| \| \| \| \| \| \| \| \| \| \| \| \| \| \| \| \| \| \| \| \| \| \| \| 14. Pedro I de Castilla \| \| \| \| \| \| \| \| \| \| \| \| \| \| \| \| \| \| \| \| \| \| \| \| \| \| \| \| \| \| \| \| \| \| \| \| \| \| \| \| \| \| \| \| \| \| \| \| \| \| \| \| \| \| 29. María de Portugal \| \| \| \| \| \| \| \| \| \| \| \| \| \| \| \| \| \| \| \| \| \| \| \| \| \| \| \| \| \| \| \| \| \| \| \| \| \| \| \| \| \| \| \| \| \| \| \| \| \| \| \| \| \| 7. Constanza de Castilla \| \| \| \| \| \| \| \| \| \| \| \| \| \| \| \| \| \| \| \| \| \| \| \| \| \| \| \| \| \| \| \| \| \| \| \| \| \| \| \| \| \| \| \| \| \| \| \| \| \| \| \| \| \| 30. Juan García de Padilla \| \| \| \| \| \| \| \| \| \| \| \| \| \| \| \| \| \| \| \| \| \| \| \| \| \| \| \| \| \| \| \| \| \| \| \| \| \| \| \| \| \| \| \| \| \| \| \| \| \| \| \| \| \| 15. María de Padilla \| \| \| \| \| \| \| \| \| \| \| \| \| \| \| \| \| \| \| \| \| \| \| \| \| \| \| \| \| \| \| \| \| \| \| \| \| \| \| \| \| \| \| \| \| \| \| \| \| \| \| \| \| \| 31. María González de Henestrosa \| \| \| \| \| \| \| \| \| \| \| \| \| \| \| \| \| \| \| \| \| \| \| \| \| \| \| \| \| \| \| \| \| \| \| \| \| \| \| \| \| \| \| \| \| \| \| \| \| \| \| \| |                                  |  |  |  |  |  |  |  |  |  |  |  |  |  |  |  |
| |                                  |  |  |  |  |  |  |  |  |  |  |  |  |  |  |  |
| | 16. Alfonso XI de Castilla       |  |  |  |  |  |  |  |  |  |  |  |  |  |  |  |
| |                                  |  |  |  |  |  |  |  |  |  |  |  |  |  |  |  |
| |                                  |  |  |  |  |  |  |  |  |  |  |  |  |  |  |  |
| | 8. Enrique II de Castilla        |  |  |  |  |  |  |  |  |  |  |  |  |  |  |  |
| |                                  |  |  |  |  |  |  |  |  |  |  |  |  |  |  |  |
| |                                  |  |  |  |  |  |  |  |  |  |  |  |  |  |  |  |
| | 17. Leonor de Guzmán             |  |  |  |  |  |  |  |  |  |  |  |  |  |  |  |
| |                                  |  |  |  |  |  |  |  |  |  |  |  |  |  |  |  |
| |                                  |  |  |  |  |  |  |  |  |  |  |  |  |  |  |  |
| | 4. Juan I de Castilla            |  |  |  |  |  |  |  |  |  |  |  |  |  |  |  |
| |                                  |  |  |  |  |  |  |  |  |  |  |  |  |  |  |  |
| |                                  |  |  |  |  |  |  |  |  |  |  |  |  |  |  |  |
| | 18. Don Juan Manuel              |  |  |  |  |  |  |  |  |  |  |  |  |  |  |  |
| |                                  |  |  |  |  |  |  |  |  |  |  |  |  |  |  |  |
| |                                  |  |  |  |  |  |  |  |  |  |  |  |  |  |  |  |
| | 9. Juana Manuel de Villena       |  |  |  |  |  |  |  |  |  |  |  |  |  |  |  |
| |                                  |  |  |  |  |  |  |  |  |  |  |  |  |  |  |  |
| |                                  |  |  |  |  |  |  |  |  |  |  |  |  |  |  |  |
| | 19. Blanca Núñez de Lara         |  |  |  |  |  |  |  |  |  |  |  |  |  |  |  |
| |                                  |  |  |  |  |  |  |  |  |  |  |  |  |  |  |  |
| |                                  |  |  |  |  |  |  |  |  |  |  |  |  |  |  |  |
| | 2. Enrique III de Castilla       |  |  |  |  |  |  |  |  |  |  |  |  |  |  |  |
| |                                  |  |  |  |  |  |  |  |  |  |  |  |  |  |  |  |
| |                                  |  |  |  |  |  |  |  |  |  |  |  |  |  |  |  |
| | 20. Alfonso IV de Aragón         |  |  |  |  |  |  |  |  |  |  |  |  |  |  |  |
| |                                  |  |  |  |  |  |  |  |  |  |  |  |  |  |  |  |
| |                                  |  |  |  |  |  |  |  |  |  |  |  |  |  |  |  |
| | 10. Pedro IV de Aragón           |  |  |  |  |  |  |  |  |  |  |  |  |  |  |  |
| |                                  |  |  |  |  |  |  |  |  |  |  |  |  |  |  |  |
| |                                  |  |  |  |  |  |  |  |  |  |  |  |  |  |  |  |
| | 21. Teresa de Entenza            |  |  |  |  |  |  |  |  |  |  |  |  |  |  |  |
| |                                  |  |  |  |  |  |  |  |  |  |  |  |  |  |  |  |
| |                                  |  |  |  |  |  |  |  |  |  |  |  |  |  |  |  |
| | 5. Leonor de Aragón              |  |  |  |  |  |  |  |  |  |  |  |  |  |  |  |
| |                                  |  |  |  |  |  |  |  |  |  |  |  |  |  |  |  |
| |                                  |  |  |  |  |  |  |  |  |  |  |  |  |  |  |  |
| | 22. Pedro II de Sicilia          |  |  |  |  |  |  |  |  |  |  |  |  |  |  |  |
| |                                  |  |  |  |  |  |  |  |  |  |  |  |  |  |  |  |
| |                                  |  |  |  |  |  |  |  |  |  |  |  |  |  |  |  |
| | 11. Leonor de Sicilia            |  |  |  |  |  |  |  |  |  |  |  |  |  |  |  |
| |                                  |  |  |  |  |  |  |  |  |  |  |  |  |  |  |  |
| |                                  |  |  |  |  |  |  |  |  |  |  |  |  |  |  |  |
| | 23. Isabel de Carintia           |  |  |  |  |  |  |  |  |  |  |  |  |  |  |  |
| |                                  |  |  |  |  |  |  |  |  |  |  |  |  |  |  |  |
| |                                  |  |  |  |  |  |  |  |  |  |  |  |  |  |  |  |
| | 1. Juan II de Castilla           |  |  |  |  |  |  |  |  |  |  |  |  |  |  |  |
| |                                  |  |  |  |  |  |  |  |  |  |  |  |  |  |  |  |
| |                                  |  |  |  |  |  |  |  |  |  |  |  |  |  |  |  |
| | 24. Eduardo II de Inglaterra     |  |  |  |  |  |  |  |  |  |  |  |  |  |  |  |
| |                                  |  |  |  |  |  |  |  |  |  |  |  |  |  |  |  |
| |                                  |  |  |  |  |  |  |  |  |  |  |  |  |  |  |  |
| | 12. Eduardo III de Inglaterra    |  |  |  |  |  |  |  |  |  |  |  |  |  |  |  |
| |                                  |  |  |  |  |  |  |  |  |  |  |  |  |  |  |  |
| |                                  |  |  |  |  |  |  |  |  |  |  |  |  |  |  |  |
| | 25. Isabel de Francia            |  |  |  |  |  |  |  |  |  |  |  |  |  |  |  |
| |                                  |  |  |  |  |  |  |  |  |  |  |  |  |  |  |  |
| |                                  |  |  |  |  |  |  |  |  |  |  |  |  |  |  |  |
| | 6. Juan de Gante                 |  |  |  |  |  |  |  |  |  |  |  |  |  |  |  |
| |                                  |  |  |  |  |  |  |  |  |  |  |  |  |  |  |  |
| |                                  |  |  |  |  |  |  |  |  |  |  |  |  |  |  |  |
| | 26. Guillermo I de Henao         |  |  |  |  |  |  |  |  |  |  |  |  |  |  |  |
| |                                  |  |  |  |  |  |  |  |  |  |  |  |  |  |  |  |
| |                                  |  |  |  |  |  |  |  |  |  |  |  |  |  |  |  |
| | 13. Felipa de Henao              |  |  |  |  |  |  |  |  |  |  |  |  |  |  |  |
| |                                  |  |  |  |  |  |  |  |  |  |  |  |  |  |  |  |
| |                                  |  |  |  |  |  |  |  |  |  |  |  |  |  |  |  |
| | 27. Juana de Valois              |  |  |  |  |  |  |  |  |  |  |  |  |  |  |  |
| |                                  |  |  |  |  |  |  |  |  |  |  |  |  |  |  |  |
| |                                  |  |  |  |  |  |  |  |  |  |  |  |  |  |  |  |
| | 3. Catalina de Lancáster         |  |  |  |  |  |  |  |  |  |  |  |  |  |  |  |
| |                                  |  |  |  |  |  |  |  |  |  |  |  |  |  |  |  |
| |                                  |  |  |  |  |  |  |  |  |  |  |  |  |  |  |  |
| | 28. Alfonso XI de Castilla (=16) |  |  |  |  |  |  |  |  |  |  |  |  |  |  |  |
| |                                  |  |  |  |  |  |  |  |  |  |  |  |  |  |  |  |
| |                                  |  |  |  |  |  |  |  |  |  |  |  |  |  |  |  |
| | 14. Pedro I de Castilla          |  |  |  |  |  |  |  |  |  |  |  |  |  |  |  |
| |                                  |  |  |  |  |  |  |  |  |  |  |  |  |  |  |  |
| |                                  |  |  |  |  |  |  |  |  |  |  |  |  |  |  |  |
| | 29. María de Portugal            |  |  |  |  |  |  |  |  |  |  |  |  |  |  |  |
| |                                  |  |  |  |  |  |  |  |  |  |  |  |  |  |  |  |
| |                                  |  |  |  |  |  |  |  |  |  |  |  |  |  |  |  |
| | 7. Constanza de Castilla         |  |  |  |  |  |  |  |  |  |  |  |  |  |  |  |
| |                                  |  |  |  |  |  |  |  |  |  |  |  |  |  |  |  |
| |                                  |  |  |  |  |  |  |  |  |  |  |  |  |  |  |  |
| | 30. Juan García de Padilla       |  |  |  |  |  |  |  |  |  |  |  |  |  |  |  |
| |                                  |  |  |  |  |  |  |  |  |  |  |  |  |  |  |  |
| |                                  |  |  |  |  |  |  |  |  |  |  |  |  |  |  |  |
| | 15. María de Padilla             |  |  |  |  |  |  |  |  |  |  |  |  |  |  |  |
| |                                  |  |  |  |  |  |  |  |  |  |  |  |  |  |  |  |
| |                                  |  |  |  |  |  |  |  |  |  |  |  |  |  |  |  |
| | 31. María González de Henestrosa |  |  |  |  |  |  |  |  |  |  |  |  |  |  |  |
| |                                  |  |  |  |  |  |  |  |  |  |  |  |  |  |  |  |
| |                                  |  |  |  |  |  |  |  |  |  |  |  |  |  |  |  |

### Matrimonios y descendencia
El 20 de octubre de 1418, con apenas 13 años, se casa en Medina del Campo con la quinceañera María de Aragón, hija de Fernando I de Antequera, rey de Aragón. De su matrimonio nacieron cuatro hijos:
- Catalina de Castilla (1422-1424), murió en la infancia, sepultada en el convento de agustinas, extramuros de Madrigal de las Torres.[45]
- Leonor de Castilla (1423-1425), murió en la infancia, recibió sepultura en el monasterio de Santa María de La Santa Espina.[46]
- Enrique IV de Castilla (1425-1474), quien heredó el trono a la muerte de su padre y fue sepultado junto a su madre en el monasterio de Guadalupe.
- María de Castilla (1428-1429), murió en la infancia, enterrada en el convento de San Agustín de Dueñas.[47]

El 22 de julio de 1447 se casa por segunda vez en el palacio real de Madrigal de las Altas Torres con Isabel de Portugal, y la ceremonia fue oficiada por Pedro de Castilla, tío del rey, y obispo de Palencia. Fruto de su matrimonio nacieron dos hijos:
- Isabel I de Castilla (1451-1504). Heredó el trono a la muerte de su hermano paterno, Enrique IV. Contrajo matrimonio con su primo Fernando II de Aragón, conocidos como los Reyes Católicos, y fue sepultada en la Capilla Real de Granada.
- Alfonso de Castilla (1453-1468). Príncipe de Asturias y pretendiente al trono. Fue sepultado en la Cartuja de Miraflores de Burgos.

## Sucesión
| Predecesor: María de Castilla | Príncipe de Asturias 1405-1406       | Sucesor: Catalina de Castilla                                                             |
| Predecesor: Enrique III       | Rey de Castilla 1406-1454            | Sucesor: Enrique IV                                                                       |
| Predecesor: Álvaro de Luna    | Maestre de la Orden de Santiago 1453 | Sucesor: Alfonso de Castilla (administrada durante su minoría por Enrique IV de Castilla) |